# Gradski magistrat u Osijeku
Gradski magistrat je naziv za staru gradsku vijećnicu u Osijeku. Zgrada je smještena na Trgu sv. Trojstva br. 6 u Tvrđi. Od 1946./47. u njoj je Muzej Slavonije.
Vijećnica je sagrađena 1702. godine za potrebe gradskog poglavarstva, Carske komore i policije. Nakon ujedinjenja triju osječkih općina 1786. godine u njoj se nalazi samo poglavarstvo, odnosno magistrat.
Zgrada je građena kao ugaona jednokatnica s četiri krila koja zatvaraju unutrašnje dvorište. Prema dvorištu je zgrada rastvorena masivnim zidanim arkadama. Vanjska pročelja izvedena su u jednobojnoj sivoj žbuci s modelacijom detalja u obliku plitko istaknutih prozorskih okvira i izduženih medaljona zasječenih uglova. Na glavnom je pročelju altana s balkonom.
Tijekom vremena zgrada je u unutrašnjosti doživjela značajne preinake. Obnavljana je 1812. godine, od kada su sačuvani i povijesni nacrti, te potom 1836. godine. U jednom vremenu spojena je sa susjednom kućom Nikolantin na Trgu sv. Trojstva 5, te su od tada obje zgrade u jedinstvenoj funkciji. 